# 조선임전보국단
조선임전보국단(朝鮮臨戰報國團)은 일제강점기 말기인 1941년 9월에 태평양 전쟁 지원을 위해 여러 단체들이 통합되어 조직된 연합 단체이다. 10월 21일에 결성식을 하였다. 줄여서 임보단, 보국단으로도 불렀다.

## 개요
최린, 김동환이 주도한 임전대책협의회와 윤치호 계열의 흥아보국단이 통합하여 결성되었다. 설립 목표는 황도정신의 선양과 전세체제하에서의 국민생활 쇄신을 추진한다는 것이었다.
설립 취지문에 따르면, 반도민중은 특별지원병 외에 병역에 복무할 명예를 가지지 못하므로 무한한 황은에 만분의 일이라도 보답하기 위해 국민운동의 강력한 하나의 기관으로서의 단체를 설립한다면서 2천 4백만 조선민중에게 애국의 지정을 호소하고 있다. 단체의 강령으로는 다음의 다섯 가지를 내걸었다.
1. 황도정신 선양과 사상의 통일
2. 전시체제의 국민생활 쇄신
3. 국민 모두의 노동보국
4. 국가우선의 원칙하에 저축, 생산, 공출 등에 협력
5. 국방사상의 보급

1941년 10월 22일 부민관 대강당에서 조선임전보국단 출범식이 열렸고, 2천4백만 반도민 모두 일치결속하여 성전완수를 통해 황국의 흥융을 기할 것을 맹세하는 선서문도 낭독되었다. 산하에 여성계 인사들로 구성된 조선임전보국단 부인대를 두는 등 약 1년 동안 활발한 활동을 하다가 이듬해 국민총력조선연맹으로 흡수 통합되었다. 그러나 윤치호는 회장직을 사양한데 이어 임전보국단 행사에 여러번 불참하여 논란이 되었다.

## 친일 활동 예시
광복후 부통령까지 하였던 김성수는 1937년부터 1945년까지 실력양성운동을 비롯한 민족운동이 조선총독부의 가혹한 민족말살정책으로 탄압을 받아 '합법적 공간'에서의 활동이 어려워지자 1942년 전후 친일파로 변절됐다. 일장기 말소사건으로 폐간되어 1937년 6월 복간된 동아일보에는 일본의 침략전쟁을 위한 지원병을 적극 권장하거나 미화하는 기사글이 여러 번 올랐다. 5월부터 보성전문학교 교장으로 다시 취임해 있었던 김성수는 7월 7일 중일전쟁이 발발하자, 김성수는 전쟁의 의미를 선전하기 위해 마련된 경성방송국의 라디오 시국강좌 담당 및 연설을 하였고(7월 30일과 8월 2일 이틀 동안), 8월 경성군사후원연맹에 국방헌금 1000원을 헌납했다. 9월에는 총독부 학무국이 주최한 '시국강연대'의 일원으로 춘천, 철원 등 강원도 일대에서 연사로서 시국강연에 나섰다. 1938년 6월에는 친일단체 국민정신총동원조선연맹 발기인·이사 및 산하의 비상시생활개선위원회 위원 등을 지냈다. 이밖에 국민총력조선연맹 발기인 및 이사(1940)·국민총력조선연맹 총무위원(1943), 흥아보국단(興亞報國團) 결성 준비위원(1941), 조선임전보국단 감사(1941) 등으로 활동하면서 1943년~1945년 기간 동안 매일신보와 경성일보, 《춘추》등에 학병제·징병제를 찬양하는 내용의 총 25편의 논설 글 및 사설을 기고했다.
조선 징병령 감사주간에 당하여 소감의 일단을 들어 삼 가 반도청년 제군의 일고(一考)를 촉(促)코자 한다. 작년 5월 8일 돌연히 발포된 조선에 징병령 실시의 쾌보는 실로 반도 2천5백만 동포의 일대 감격이며 일대 광영이라 당시 전역을 통하여 선풍같이 일어나는 환회야말로 무엇에 비유할 바가 없었으며 오등 반도청년을 상대로 교육에 종사하는 자로서는 특히 일단의 감회가 심절(深切)하였던 바이다.— 매일신보 1943년 8월 5일자 "문약의 기질을 버리고 상무기풍을 조성하라."

제군의 희생은 결코 가치 없는 희생이 아닐 것을 나는 제군에게 언명한다. 제군이 생을 받은 이 반도를 위하여 희생됨으로써 이 반도는 황국으로서의 자격을 완수하게 되는 것이며 반도의 미래는 오직 제군의 거취에 달렸다고 할 수 있다.— 매일신보 1943년 11월 6일자 "대의에 죽을 때, 황민의 책무는 크다"

이 과정에서 그가 1930년 12월 30일 조선총독부 총독 사이토 마코토에게 보낸 편지가 일부 공개되었다.
...(이상생략)...이번에 건강이 좋지 않아 조선을 떠나시게 된 것은 정말로 유감스럽습니다. 각하가 조선에 계시는 동안에 여러가지로 후정(厚情)을 입었습니다. 그 중에서도 경성방직회사를 위해 특별한 배려를 받은 것은 감명해 마지않으며 깊이 감사말씀 올립니다. 석별의 정으로 별편(別便)에 조촐하지만 기국(器局)을 하나 보냅니다. 기념으로 받아주신다면 더할 나위 없는 영광으로 여기겠습니다. ...(이하생략)...

오긍선(1878~1963)은 1902년 미국에 유학하여 1907년 3월 루이빌 의대를 졸업하고 10월 미국 남장로교회 선교사 자격으로 귀국했다. 군산, 광주, 목포의 야소교병원 원장을 지내고 1912년부터는 세브란스의전에서 교수로 활동했다. 1921년에는 학감, 그리고 1934년에는 에비슨을 이어 세브란스의전의 제2대 교장이 되었다. 오긍선의 친일 활동은 비교적 일찍 시작된다. 1921년, 3·1운동 이후 민심을 안정시킬 목적으로 친일 세력이 조직한 유민회(維民會)의 평의원으로 선임되었고, 1924년 "내선융화의 철저한 실행"을 내걸고 결성된 동민회(同民會)에도 참여했다. 1932년부터 1940년까지 총독부의 교육 자문 기구인 조선교육회의 평의원을 지냈고 1937년에는 경성군사후원연맹 부회장이 되었다. 1938년에는 조선지원병제도제정축하회의 발기인과 실행위원을 맡았으며 종교 활동을 통한 황민화 운동을 목표로 하는 조선기독교연합회의 평의원으로 참여했다. 또 사상범의 전향을 촉진하는 경성보호관찰소의 주임대우 촉탁보호사로도 활동했다. 1939년에는 조선인의 지원병 참가를 독려하기 위해 조직된 경성부지원병후원회 이사와 국민정신총동원조선연맹 상임이사를 맡았다. 1941년에는 조선임전보국단 발기인 및 평의원이 되었다. <반도의 빛> 1942년 1월호에 "임전하(臨戰下)에 신년을 마지하여"라는 글을 발표하여 "전선에서 싸우는 장병에게 감사한 마음을 잊지 말며, 후방에 있는 우리는 각각 자기가 하는 '직무의 군인'임을 한층 더 각오하라"고 했다. 1943년 11월 6일자 <매일신보>에 학도지원병 지원 촉구를 위한 '학도여 성전에 나서라'는 특집에 "환하게 열린 정로(征路) ― 주저 말고 곧 돌진하라"를 기고하여 '대동아 건설'을 위해 적국인 미국과 영국을 격멸하는 결전장으로 주저 없이 나설 것을 촉구했다. 오긍선은 1949년 8월 반민특위에 자수하여 조사를 받고 풀려났다.
정구충(1895~1986)은 1921년 오사카의대를 졸업했고 1932년 같은 대학에서 의학 박사 학위를 받았다. 1923년부터 1928년까지는 안동과 해주 등의 도립의원에서 외과과장으로 근무했고, 1937년부터는 경성여자의전의 외과 교수로 일했다. 1937년 조선군사후원연맹 평의원, 1938년 조선지원병제도제정축하회 발기인, 1939년 배영(排英)동지회 평의원, 1941년 조선임전보국단 발기인 및 평의원 등 친일 어용단체에서 활동했다. "학병이여 잘 싸워라"(<매일신보> 1943년 11월 26일자), "출진하는 청년학도에게 고함―역사적 조류를 타라"(<춘추> 1943년 12월호) 등의 글을 기고하기도 했다. 1945년 8월부터 1948년 5월까지 경성여자의전/수도여자의대 교장/학장을 지냈으며, 1947년 대한외과학회 회장, 1959년 대한의학협회 회장을 역임했다.
최동(1896~1973)은 1921년 세브란스의전을 졸업했다. 3·1운동으로 체포되어 징역 7월에 집행유예 3년을 선고받았다. 1926년부터 캐나다 토론토대학 병리학교실에서 상피암종을 연구한 뒤 의이학사(醫理學士) 학위를 받고 1928년 귀국했다. 1930년 세브란스의전 교수로 임용되었으며, 1935년 일본 도호쿠 제국대학에서 박사 학위를 받았다. 1939년 2월 세브란스의전 교장에 취임했다. 1936년 3회에 걸쳐 <재만조선인통신>에 "조선 문제를 통해 본 만몽 문제"를 기고했는데, 3회분에서 재만조선인통신사는 최동이 "조선 민족과 야마토 민족과의 동종동근의 역사적 실증을 들어 참된 일본과 조선 두 민족의 결합을 당당하게 주장했다"라고 소개했다. 최동은 그 글의 말미에서 "대민족주의의 구심적 국책을 확립해서 그 궤도 내에서 조선 민족의 원심적인 해방·발전에 경제적 원조를 부여하는 일이 제국의 기초를 더욱 공고히 하고, 동아의 평화를 지키며 세계의 안녕질서를 확보하는 근본이라는 사실을 총명한 위정자는 깨닫고, 현명한 국민은 인지하기를 희망한다"라고 했다. 1938년 기독교계의 친일 협력을 위해 조직된 조선기독교연합회의 평의원을 맡았다. 1941년 조선임전보국단 발기인으로 참여했으며, 같은 해 12월 20일 동양지광사에서 주최한 '미영타도좌담회'에 참석해 "앵글로색슨인이 유색인을 대하는 태도"를 주제로 발표했다. 해방 후 다시 세브란스의전 교장을 지냈고, 의과대학으로 승격한 뒤에는 학장직을 맡았다.

## 관련 인물
- 최린
- 김동환
- 윤치호
- 주요한
- 최남선
- 김성수 (감사)
- 방응모 (이사)
- 김용주 (상임이사)
- 장덕수
- 박흥식
- 박중양
- 신흥우
- 유억겸
- 김연수

### 조선임전보국단 부인대
- 모윤숙[5]
- 임영신
- 박순천
- 박인덕
- 김활란
- 노천명
- 이숙종
- 배상명
- 임숙재

## 같이 보기
- 태평양 전쟁
- 임전대책협의회
- 흥아보국단
- 국민총력조선연맹

## 참고 자료
- 친일반민족행위진상규명위원회 (2007년 12월). 〈윤정현〉 (PDF). 《2007년도 조사보고서 II - 친일반민족행위결정이유서》. 서울. 728~734쪽쪽. 발간등록번호 11-1560010-0000002-10. [깨진 링크(과거 내용 찾기)]